# Súkenická
Rozhledna Súkenická (též Čarták nebo Čartak) stojí v nadmořské výšce 953 metrů na vrchu Čarták v okrese Vsetín na pomezí Moravskoslezských Beskyd a Hostýnsko-vsetínské hornatiny, nedaleko česko-slovenské státní hranice asi 1 km vzdušnou čarou od hraničního přechodu Bílá-Bumbálka/Makov. Z rozhledny je výhled na Vsetínské vrchy, dále na Moravskoslezské Beskydy s vrchy Radhoštěm, Smrkem a Lysou horu. Vpravo pak na Malou a Velkou Fatru a při jasném počasí až k Tatrám a na celý hřeben Javorníků. V blízkosti rozhledny se nachází horský hotel Súkenická.

## Historie a popis stavby
Stavbu vyprojektoval ostravský podnik Teplotechna. Výstavba rozhledny byla zahájena v roce 1997 a objekt, který slouží jako vysílač mobilního operátora, byl oficiálně zpřístupněn veřejnosti  28. června 1998. Celková výška betonové věže, obložené smrkovým dřevem, je i s vysílacím zařízením 40 metrů.  Ke kryté osmiboké vyhlídkové plošině, která se nachází ve výšce 26 metrů, vede 137 schodů.
Provoz rozhledny i její údržbu půodně zajišťovalo jako nájemce město Rožnov pod Radhoštěm. Po roce 2013, kdy město odstoupilo od nájemní smlouvy, převzal péči o rozhlednu horský hotel Súkenická.

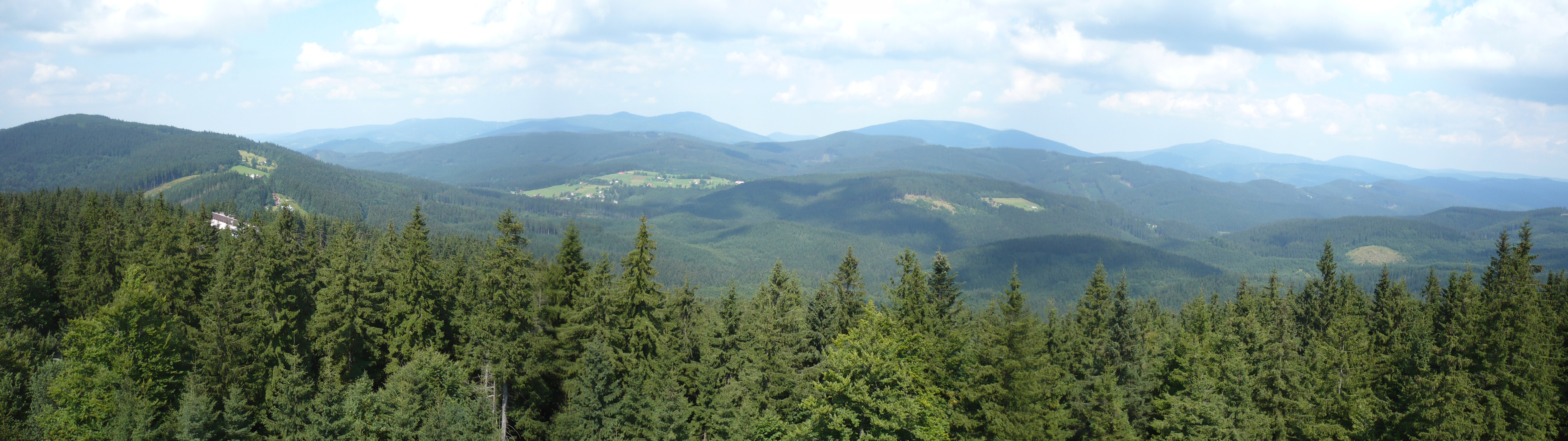
Panoramatický výhled z Čartáku